# المجد الرياضي بسيدي بوزيد
المجد الرياضي بسيدي بوزيد، هو فريق تونسي لكرة قدم النسائية تأسس سنة 2010 في مدينة سيدي بوزيد، ولاية سيدي بوزيد، يلعب هذا الفريق في الرابطة التونسية المحترفة لكرة القدم للسيدات في موسم 2022–23.

## سجل ألقاب النادي
كأس الاتحاد الوطني للمرأة  (1) : 2017.
- كأس الرابطة

♦ الدور النهائي  (2) : 2016، 2023.

## وصلات خارجية
- صفحة المجد الرياضي بسيدي بوزيد على موقع كوووة.
- الموقع الرسمي للجامعة التونسية لكرة القدم.